# Locmalo
Locmalo (tiếng Breton: Lokmac'hloù) là một xã ở tỉnh Morbihan trong vùng Bretagne tây bắc Pháp. Xã này có diện tích 23,91 km², dân số năm 1999 là 886 người. Khu vực này có độ cao từ 112-216 mét trên mực nước biển.
Cư dân của Locmalo danh xưng trong tiếng Pháp là Locmalois.